# Boogie Nights (canção)
"Boogie Nights" é o primeiro single lançado pela banda Heatwave, do seu primeiro álbum, Too Hot to Handle. Foi lançado em Dezembro de 1976 pela GTO Records.
A música foi um grande sucesso para o grupo, alcançando a posição número 2 na parada musical do Reino Unido e também dos Estados Unidos.
Vários artistas já fizeram covers da canção, como KC and the Sunshine Band, Sonia Evans, 911 e The Weather Girls.

## Faixas
12" Single
| N.º | Título              | Duração |  |
| 1.  | "Boogie Nights"     | 4:49    |  |
| 2.  | "Too Hot to Handle" | 3:48    |  |

## Posições nas paradas musicais
| País - Parada Musical                          | Melhor posição |
| ---------------------------------------------- | -------------- |
| Alemanha - Germany Top 100 Singles             | 31             |
| Estados Unidos - Billboard Hot 100             | 2              |
| Estados Unidos - Dance Music/Club Play Singles | 36             |
| Estados Unidos - R&B Singles                   | 5              |
| Noruega - Parada de Singles                    | 6              |
| Nova Zelândia - RIANZ                          | 1              |
| Países Baixos - MegaCharts                     | 17             |
| Reino Unido - UK Singles Chart                 | 2              |
| Suécia - Sverigetopplistan                     | 11             |

## A versão de Will to Power
"Boogie Nights" é o segundo single lançado por Will to Power, do seu segundo álbum, Journey Home. Foi lançado em 1991.
O canção não repetiu o sucesso do single anterior, resultando em pouca divulgação para o grupo, que lançou só mais um single desse álbum e um álbum com músicas inéditas 15 anos depois.

### Faixas
12" Single
| N.º | Título                                 | Duração |  |
| 1.  | "Boogie Nights" (Justin Strauss Remix) | 6:40    |  |
| 2.  | "Boogie Nights" (Club Dub)             | 4:35    |  |
| 3.  | "Boogie Nights" (Just Right Mix)       | 6:34    |  |
| 4.  | "Boogie Nights" (Underground Mix)      | 4:37    |  |